# Latirus fastigium
Latirus fastigium là một loài ốc biển, là động vật thân mềm chân bụng sống ở biển trong họ Fasciolariidae.